# Eriopygodes cirphidia
Eriopygodes cirphidia là một loài bướm đêm trong họ Noctuidae.